# Synagoga w Wyrzysku

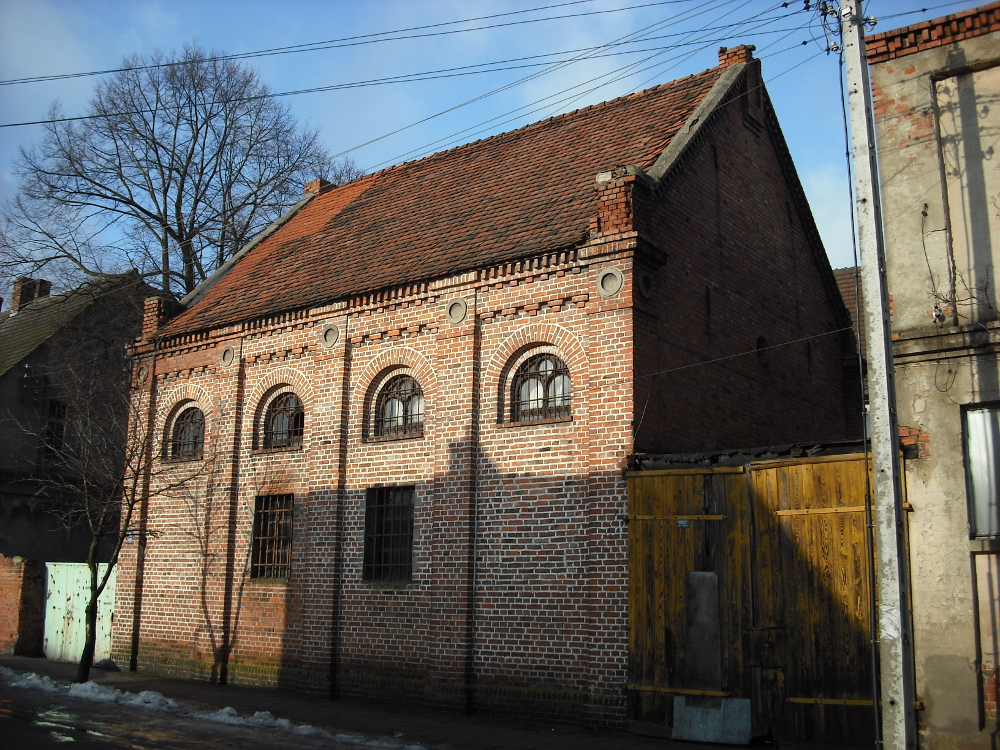
Synagoga przed remontem (2011)

Synagoga w Wyrzysku – synagoga znajdująca się w Wyrzysku przy ulicy Pocztowej 6, za stawem i rzeką Łobżonką.
Synagoga została zbudowana w 1860 roku na miejscu starej drewnianej synagogi. Kiedy z braku wiernych rozwiązano tutejszą gminę żydowską w 1920 roku, synagogę oddano miastu.  W okresie II wojny światowej Niemcy urządzili w budynku areszt wstawiając kraty i zamurowując okna synagogi. Po wojnie służyła jako magazyn.  W lutym 2008 na jednym z portali internetowych synagoga została wystawiona na sprzedaż. W roku 2013 dzięki unijnemu wsparciu doczekała się remontu generalnego i zmiany sposobu użytkowania z przeznaczeniem na rodzinny park zabaw pod nazwą "Arka Noego". 
Murowany z cegły budynek synagogi wzniesiono na planie prostokąta o wymiarach 9,1 na 11,1 metra. Powierzchnia budowli wynosi 172 m². Odrestaurowane zostały ceglane detale elewacji oraz resztki wystroju malarskiego na sklepieniu w postaci rozsianych gwiazdek, mających symbolizować niebo.
 Synagoga została wpisana do krajowego rejestru zabytków nieruchomych pod nr A-761 30 grudnia 1994 roku.